# Hemaris gracilis
The Slender Clearwing hoặc Graceful Clearwing (Hemaris gracilis) là một loài bướm đêm thuộc họ Sphingidae. Loài này có ở Nova Scotia to central Florida along the East Coast and phía tây through New England tới Michigan tới Saskatchewan.
Sải cánh khoảng 40–45 mm. Bướm ăn các loài mật nhiều loài hoa, bao gồm các loài Pontederia cordata, Rubus, Taraxacum officinale, Hieracium aurantiacum, và Phlox.
Ấu trùng được ghi nhận ăn các loài Vaccinium vacillans và Kalmia. 